# Sofie Fatale
Sofie Fatale es un personaje ficticio de la película Kill Bill. Es una antagonista de Beatrix Kiddo y es interpretada por Julie Dreyfus.

## Kill Bill (Volumen 1)
Sofie Fatale es una alumna de Bill, aunque no es una asesina profesional como los demás. Estuvo presente durante la matanza que hizo el escuadrón de la muerte de Bill, que casi costó la vida a Beatrix Kiddo y lo permitió sin escrúpulos, mientras que, entre otras cosas, hablaba con uno de sus amigos. Más tarde ella se convierte en consejera e intérprete de O-Ren Ishii, una de las asesinas de Bill, la cual se convierte con su banda con el tiempo en jefa de los yakuza en Tokio con el apoyo de Bill. Le encanta ver morir a la gente como fue en el caso de Beatrix y el miembro de la yakuza que desafió a O-Ren Ishii.
Cuando Beatrix se recupera cuatro años más tarde y coge el camino de la venganza, ella rapta en Tokio a Fatale para luego enfrentarse a O-Ren Ishii en la misma ciudad teniendo a ella por delante. Delante de O-Ren Ishii ella le corta el brazo izquierdo para así declarar a O-Ren Ishii la guerra y vengarse de Fatale por el papel que jugó en la matanza. Fue testigo de como ella acabó con O-Ren Ishii y su banda en un largo enfrentamiento, mientras que estaba en el suelo por lo ocurrido. Luego ella es raptada otra vez y torturada por Beatrix para saber donde están los demás asesinos. Una vez que se lo dijo Beatrix la deja con vida para que diga a los demás asesinos de que va a ir a por ellos y matarlos como lo hizo con O-Ren. 
Más tarde Beatrix la lleva cerca de un hospital y la tira allí para que pudieran curar allí sus heridas y luego informar a los demás de lo ocurrido. Allí Bill la visita y ella, traumatizada por lo ocurrido, le informa a Bill de las acciones de Beatrix, mientras que él no le reprocha por haberle dicho lo que quería saber.

## Kill Bill (Volumen 2)
Aunque luego no aparezca, Bill actúa según lo que le contó para advertir a los demás y prepararse contra ella, cosa que al final aun así fue en vano.